# سرجیو اورتمن
سرجیو اورتمن (انگلیسی: Sergio Órteman؛ زادهٔ ۲۹ سپتامبر ۱۹۷۸) بازیکن سابق فوتبال و مدیر فوتبال اهل اروگوئه است که در پست هافبک بازی می‌کرد.